# Oscularia
Oscularia Schwantes, 1927 è un genere di piante succulente appartenente alla famiglia delle Aizoacee, originario del Sudafrica.

## Etimologia
Il nome deriva dal latino òsculum (piccola bocca).

## Descrizione
Sono piante succulente con grosse foglie carnose di forma angolare.

## Tassonomia
Il genere comprende le seguenti specie:

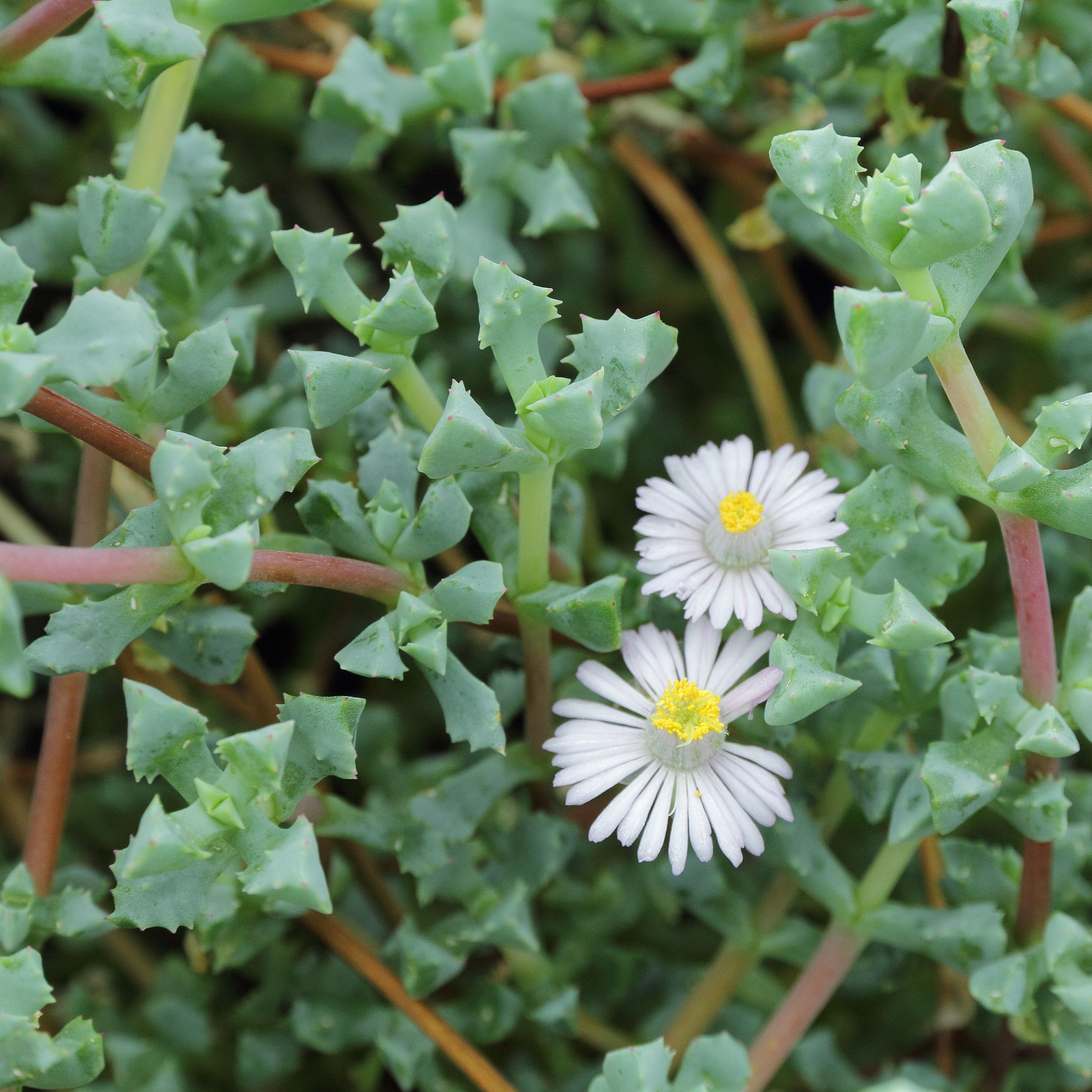
Oscularia deltoides

- Oscularia alba (L.Bolus) H.E.K.Hartmann
- Oscularia caulescens (Mill.) Schwantes
- Oscularia cedarbergensis (L.Bolus) H.E.K.Hartmann
- Oscularia compressa (L.Bolus) H.E.K.Hartmann
- Oscularia comptonii (L.Bolus) H.E.K.Hartmann
- Oscularia copiosa (L.Bolus) H.E.K.Hartmann
- Oscularia cremnophila van Jaarsv., Desmet & A.E.van Wyk
- Oscularia deltoides (L.) Schwantes
- Oscularia excedens (L.Bolus) H.E.K.Hartmann
- Oscularia guthrieae (L.Bolus) H.E.K.Hartmann
- Oscularia lunata (Willd.) H.E.K.Hartmann
- Oscularia major (Weston) Schwantes
- Oscularia ornata (L.Bolus) H.E.K.Hartmann
- Oscularia paardebergensis (L.Bolus) H.E.K.Hartmann
- Oscularia pedunculata (N.E.Br.) Schwantes
- Oscularia piquetbergensis (L.Bolus) H.E.K.Hartmann
- Oscularia prasina (L.Bolus) H.E.K.Hartmann
- Oscularia primiverna (L.Bolus) H.E.K.Hartmann
- Oscularia steenbergensis (L.Bolus) H.E.K.Hartmann
- Oscularia superans (L.Bolus) H.E.K.Hartmann
- Oscularia thermarum (L.Bolus) H.E.K.Hartmann
- Oscularia vernicolor (L.Bolus) H.E.K.Hartmann
- Oscularia vredenburgensis (L.Bolus) H.E.K.Hartmann

## Coltivazione
La sua coltivazione richiede un clima asciutto e un terreno drenante e poroso composto da terra concimata e una parte di sabbia molto grossolana in modo da permettere un buon drenaggio. La posizione nel periodo estivo richiede il pieno sole, mentre le annaffiature andranno fatte solo quando il terreno si presenterà asciutto; in inverno la temperatura di conservazione non dovrà essere inferiore ai 7 °C: e le annaffiature andranno del tutto sospese.
La riproduzione avviene sia per talea a fine estate, con messa a dimora in terra concimata e sabbia umida; le talee si lasceranno poi svernare al chiuso; per seme, con semina in marzo in terriccio fine e sabbioso; i semi non andranno interrati ma solo depositati con una lieve pressione al terriccio che dovrà essere mantenuto umido e in posizione ombreggiata ad una temperatura di circa 21 °C. Quando le piantine avranno raggiunto la giusta dimensione per essere trapiantate, andranno mantenute in terreno asciutto per evitare marciumi.